# Guglielmo Matucci
Guglielmo Matucci (Sesto Fiorentino, 1º gennaio 1913 – Seregno, 5 dicembre 1996) è stato un arbitro di calcio italiano.

## Carriera
Nel primo dopoguerra ha arbitrato 23 partite di Serie A e 24 partite di Serie B. Ha esordito nel massimo campionato italiano a Torino il 27 ottobre 1946 dirigendo Juventus-Napoli (1-0).
L'ultima gara di Serie A la dirige a Padova il 4 maggio 1952 ed è la partita Padova-Palermo (3-2).